# Augusztus 4.
Augusztus 4. az év 216. (szökőévben 217.) napja a Gergely-naptár szerint. Az évből még 149 nap van hátra.
Névnapok: Domonkos, Dominika + Dominik, Domokos, Domos, Döme, Dömös, Indra, Kerubina, Nedda, Törtel

## Események
- 1789 – Csodák éjszakája, Párizsban eltörlik a nemesi előjogokat.
- 1903 – megválasztják X. Piusz pápát a katolikus egyház vezetőjévé.
- 1914 – I. világháború: A német haderő lerohanja Belgiumot, hogy megindíthassa támadását Franciaország ellen. Válaszul  Nagy-Britannia hadat üzen Németországnak.
- 1944 – A Gestapo felfedezi azt az amszterdami búvóhelyet, ahol Anne Frank és családja rejtőzik.
- 1965 – Megkezdik a berlini tévétorony építését Kelet-Berlinben.
- 1977 – Franciaország bekapcsolódik a nukleáris fegyverek elterjedésének megakadályozását célzó egyezmény kidolgozásába.
- 1995 – A Vihar hadművelet megindítása
- 2000 – Göncz Árpád köztársasági elnök tízéves államfői tevékenységét befejezve a tisztséget Mádl Ferencnek adja át.
- 2007 – Elindul az amerikai Phoenix űrszonda a marsi élet kutatása céljából.
- 2020 – Erős robbanások a bejrúti kikötőben.

### Egyéb események
- 2011 – Ezen a napon mérték az adott évben 24 óra alatt lehullott legnagyobb csapadékösszeget Villányban. 114 mm csapadék hullott le 24 óra alatt.[1]

## Sportesemények
Formula–1
- 1957 –  német nagydíj, Nürburgring – Győztes: Juan Manuel Fangio (Maserati)
- 1963 –  német nagydíj, Nürburgring – Győztes: John Surtees (Ferrari)
- 1968 –  német nagydíj, Nürburgring – Győztes: Jackie Stewart (Matra Ford)
- 1974 –  német nagydíj, Nürburgring – Győztes: Clay Regazzoni (Ferrari)
- 1985 –  német nagydíj, Nürburgring – Győztes: Michele Alboreto (Ferrari Turbo)

## Születések
- 1521 – VII. Orbán pápa († 1590)
- 1769 – Vaszilij Petrovics Sztaszov orosz építész, Szentpétervár klasszicista arculatának jelentős formálója († 1848)
- 1792 – Percy Bysshe Shelley angol romantikus költő († 1822)
- 1805 – Sir William Rowan Hamilton ír-angol matematikus, a Hamilton-függvény névadója, a kvaterniók elméletének kidolgozója († 1865)
- 1834 – John Venn angol matematikus († 1923)
- 1859 – Knut Hamsun Nobel-díjas norvég író († 1952)
- 1868 – Frommer Rudolf magyar gépészmérnök, feltaláló († 1936)
- 1884 – Balázs Béla Kossuth-díjas író, költő, filmesztéta († 1949)
- 1891 – Makay Margit magyar színésznő († 1989)
- 1892 – Sipos Domokos erdélyi magyar író, költő († 1927)
- 1896 – Lengyel József Kossuth-díjas író, költő († 1975)
- 1900 – Erzsébet brit anyakirályné (sz. Elizabeth Bowes-Lyon), VI. György angol király özvegye, II. Erzsébet édesanyja († 2002)
- 1901 – Louis Armstrong amerikai dzsesszzenész († 1971)
- 1904 – Max Fourny francia autóversenyző († 1991)
- 1906 – Keck Antal magyar ügyvéd, országgyűlési képviselő († 1998)
- 1906 – Robert Mazaud francia autóversenyző († 1946)
- 1910 – Rohmann Henrik hárfaművész, hárfatanár († 1978)
- 1912 – Raoul Wallenberg svéd diplomata, magyarországi nagykövet († 1945–47 között)
- 1914 – Törös Olga olimpiai bronzérmes magyar tornász († 2015)
- 1923 – Franz K. Stanzel osztrák anglicista, irodalomtudós († 2023)
- 1924 – Szabad György Széchenyi-díjas magyar történész, egyetemi tanár, politikus, az MTA tagja, 1990–94 között az Országgyűlés elnöke († 2015)
- 1928 – Christian Goethals belga autóversenyző († 2003)
- 1928 – Kádár Flóra magyar színésznő († 2003)
- 1930 – Pintér Tamás író, újságíró († 2017)
- 1934 – Bodó Andrea olimpiai bajnok magyar tornász († 2022)
- 1935 – Kolumbán József erdélyi matematikus, az MTA külső tagja
- 1937 – Korniss Péter Kossuth-díjas fotográfus, a nemzet művésze
- 1942 – Don S. Davis amerikai színész († 2008)
- 1948 – Dinnyés József magyar zeneszerző, előadóművész († 2021)
- 1948 – Bartha András üzletember, író, költő
- 1951 – Némedi Mari magyar színésznő, énekesnő és szinkronszínész  († 2016)
- 1952 – Demszky Gábor magyar politikus, Budapest főpolgármestere (1990–2010)
- 1953 – Karsai István magyar színész
- 1954 – Udvaros Dorottya Kossuth-díjas magyar színművésznő, a nemzet színésze
- 1957 – Farkas Éva magyar bábművész, színésznő
- 1961 – Barack Obama amerikai politikus, jogtudós, az USA 44. elnöke
- 1965 – Fredrik Reinfeldt svéd politikus, miniszterelnök
- 1970 – Mester Tamás  magyar énekes, zenész, dalszerző, szövegíró, a Jack Jack énekese
- 1981 – Meghan Markle, amerikai színésznő, sussexi hercegné
- 1982 – Luca Antonini olasz labdarúgó
- 1984 – Szergej Nyikolajevics Adbena ukrán úszó
- 1985 – Antonio Valencia ecuadori labdarúgó
- 1989 – Jakov Andrejevics Szelezsnyev orosz jégkorongozó[2]
- 1992 – Cole Sprouse amerikai színész
- 1992 – Dylan Sprouse amerikai színész
- 1992 – Babos Ádám magyar tornász

## Halálozások
- 1306 – Vencel magyar, cseh és lengyel király (* 1289)
- 1525 – Andrea della Robbia firenzei szobrász, Luca della Robbia unokaöccse (* 1435)
- 1683 – Turhan Hatidzse szultána (* 1627)
- 1844 – Jakob Aall norvég történész és államférfi (* 1773)
- 1875 – Hans Christian Andersen dán, költő, meseíró (* 1805)
- 1913 – Étienne Laspeyres német közgazdász, statisztikus (* 1834)
- 1941
  - Babits Mihály magyar író, költő (* 1883)
  - Festetics György magyar földbirtokos, diplomata, politikus, országgyűlési képviselő (* 1882)
- 1945 – Gerhard Gentzen német matematikus, logikatanár (* 1909)
- 1948 – Mileva Marić szerb matematikus, fizikus, Albert Einstein első felesége (* 1875)
- 1959 – Révai József Kossuth-díjas író, kommunista politikus, miniszter (* 1898)
- 1957 – Laziczius Gyula lelkész,  irodalomtörténész, az MTA tagja (* 1896)
- 1962 – Marilyn Monroe Golden Globe-díjas amerikai színésznő (* 1926)
- 1967 – Benoit Falchetto francia autóversenyző (* 1885)
- 1977 – Ernst Bloch német filozófus (* 1885)
- 1977 – Edgar Douglas Adrian, Adrian első bárója, angol orvos, fiziológiai Nobel-díjas (* 1889)
- 1988 – Tomanek Nándor kétszeres Jászai Mari-díjas magyar színművész (* 1922)
- 1991 – Jevgenyij Fjodorovics Dragunov szovjet fegyvertervező (* 1920)
- 1994 – Kiss Bazsa magyar színésznő (* 1924)
- 1997 – Jeanne Calment francia szupercentenárius, a világ valaha élt legidősebb embere (* 1875)
- 1998 – Posch Gyula magyar mérnök, a Magyar Optikai Művek vezérigazgatója (* 1920)
- 2003 – Frederick Chapman Robbins Nobel-díjas amerikai mikrobiológus, gyermekgyógyász, a járványos gyermekbénulást okozó vírus kutatója (* 1916)
- 2005 – Szabó Iván magyar mérnök-közgazdász, politikus, 1993–94 között pénzügyminiszter (* 1934)
- 2024 – Li Cseng-tao kínai származású amerikai Nobel-díjas fizikus, a nagyenergiájú részecskefizika, szimmetriaelvek és statisztikus fizika kutatója (* 1926)

## Nemzeti ünnepek, emléknapok, világnapok
- Venezuela:  A Nemzeti  Gárda  napja